# Eckbert Meier
Eckbert Meier – niemiecki kulturysta, mistrz Niemiec w tym sporcie.

## Życiorys
Pochodzi z Hamburga. Był żołnierzem.
W 1996 roku zwyciężył w Międzynarodowych Mistrzostwach Niemiec w kulturystyce, w kategorii Klasse II.
Zdobył dwa złote medale podczas Międzynarodowych Mistrzostw w kulturystyce w Hamburgu w 2003 roku: w kategorii Männerklasse 3 oraz w kategorii ogólnej. W tym samym roku, wiosną, wywalczył srebrny medal na Mistrzostwach Niemiec federacji DBFV e.V., w kategorii wagowej 90 kg.
W 2004 został zwycięzcą zawodów Sachsen-Anhalt Open, a podczas Międzynarodowych Mistrzostw Niemiec zdobył brązowy medal.
Jako kulturysta chwalony był za „twardą sylwetkę” i „brutalną masę”.
Żonaty z Anją. Prowadził klub sportowy Body-Land w miejscowości Buxtehude. Serwis Bodybuilding.de nazwał go „sportowcem na światowym poziomie” i wymienił wśród najbardziej utytułowanych kulturystów związanych z Hamburgiem, obok między innymi Kima Kolda czy Steve’a Benthina. Strona Muscles and Testosterone wskazała Meiera jako „jednego z najbardziej niedocenionych kulturystów niemieckich”.

## Warunki fizyczne
- wzrost: ok. 175–180 cm[3]
- waga w sezonie kulturystycznym: 90 kg[3]
- obwód bicepsa: 50 cm[3]

## Wybrane osiągnięcia
- 1996: Międzynarodowe Mistrzostwa Niemiec w kulturystyce, kategoria Klasse II – I m-ce[4][5]
- 1998: Mistrzostwa Europy w kulturystyce amatorskiej, federacja IFBB, kategoria wagowa średnia – XV m-ce[12][13]
- 2003: Mistrzostwa Niemiec w kulturystyce, kategoria Klasse III (90 kg) – II m-ce[7][2][14]
- 2003: Międzynarodowe Mistrzostwa w kulturystyce w Hamburgu, kategoria Männerklasse 3 – I m-ce[6]
- 2003: Międzynarodowe Mistrzostwa w kulturystyce w Hamburgu – całkowite zwycięstwo[6]
- 2004: Zawody Sachsen-Anhalt Open, kategoria Männer 3 – I m-ce[9]
- 2004: Międzynarodowe Mistrzostwa Niemiec w kulturystyce, kategoria Männer III – III m-ce[8][15]